# Jakub Kuzdra
Jakub Kuzdra (ur. 8 grudnia 1997 w Tarnowie) – polski piłkarz występujący na pozycji obrońcy w polskim klubie Chrobry Głogów.

## Kariera klubowa

### Unia Tarnów
W 2008 dołączył do akademii Unii Tarnów. 1 stycznia 2014 został przesunięty do pierwszego zespołu. Zadebiutował 29 marca 2014 w meczu III ligi przeciwko Koronie II Kielce (1:1).

### Piast Gliwice
1 lipca 2015 podpisał kontrakt z klubem Piast Gliwice. Zadebiutował w drużynie rezerw 8 sierpnia 2015 w meczu III ligi przeciwko Górnikowi II Zabrze (1:1). W pierwszej drużynie zadebiutował 12 sierpnia 2015 w meczu Pucharu Polski przeciwko Stali Stalowa Wola (2:2 k. 3:0). W Ekstraklasie zadebiutował 29 sierpnia 2015 w meczu przeciwko Górnikowi Łęczna (3:0).

### Polonia Bytom
7 lipca 2016 został wysłany na wypożyczenie do drużyny Polonii Bytom. Zadebiutował 31 lipca 2016 w meczu II ligi przeciwko Polonii Warszawa (0:3).

### Bytovia Bytów
8 lipca 2017 przeszedł do zespołu Bytovii Bytów. Zadebiutował 15 lipca 2017 w meczu Pucharu Polski przeciwko ŁKS-owi 1926 Łomża (2:4). W I lidze zadebiutował 2 września 2017 w meczu przeciwko Pogoni Siedlce (4:1). Pierwszą bramkę zdobył 17 listopada 2018 w meczu ligowym przeciwko Stomilowi Olsztyn (3:2).

### Warta Poznań
1 lipca 2019 podpisał kontrakt z klubem Warta Poznań. Zadebiutował 26 lipca 2019 w meczu I ligi przeciwko Stali Mielec (2:1). W sezonie 2019/20 jego zespół zwyciężył w barażach i awansował do najwyższej ligi. W Ekstraklasie zadebiutował 23 sierpnia 2020 w meczu przeciwko Lechii Gdańsk (0:1).

## Kariera reprezentacyjna

### Polska U-18
W 2015 roku otrzymał powołanie do reprezentacji Polski U-18. Zadebiutował 20 kwietnia 2015 w meczu towarzyskim przeciwko reprezentacji Chin U-18 (1:1).

### Polska U-19
W 2015 roku otrzymał powołanie do reprezentacji Polski U-19. Zadebiutował 16 maja 2015 w meczu eliminacji do Mistrzostw Europy U-19 2015 przeciwko reprezentacji Ukrainy U-19 (2:4). Pierwszą bramkę zdobył 11 lutego 2016 w meczu towarzyskim przeciwko reprezentacji Portugalii U-19 (2:2).

## Statystyki

### Klubowe
(aktualne na dzień 10 lutego 2021)
| Klub                 | Sezon              | Liga               | Liga  | Liga   | Puchar kraju | Puchar kraju | Suma  | Suma   |
| Klub                 | Sezon              | Liga               | Mecze | Bramki | Mecze        | Bramki       | Mecze | Bramki |
| -------------------- | ------------------ | ------------------ | ----- | ------ | ------------ | ------------ | ----- | ------ |
| Unia Tarnów          | 2013/14            | III liga           | 14    | 0      | 0            | 0            | 14    | 0      |
| Unia Tarnów          | 2014/15            | III liga           | 28    | 0      | 0            | 0            | 28    | 0      |
| Unia Tarnów          | Ogólnie            | Ogólnie            | 42    | 0      | 0            | 0            | 42    | 0      |
| Piast Gliwice        | 2015/16            | Ekstraklasa        | 1     | 0      | 1            | 0            | 2     | 0      |
| Piast Gliwice        | Ogólnie            | Ogólnie            | 1     | 0      | 1            | 0            | 2     | 0      |
| Piast II Gliwice     | 2015/16            | III liga           | 19    | 0      | 0            | 0            | 19    | 0      |
| Piast II Gliwice     | Ogólnie            | Ogólnie            | 19    | 0      | 0            | 0            | 19    | 0      |
| Polonia Bytom (wyp.) | 2016/17            | II liga            | 28    | 0      | 0            | 0            | 28    | 0      |
| Polonia Bytom (wyp.) | Ogólnie            | Ogólnie            | 28    | 0      | 0            | 0            | 28    | 0      |
| Bytovia Bytów        | 2017/18            | I liga             | 21    | 0      | 4            | 0            | 25    | 0      |
| Bytovia Bytów        | 2018/19            | I liga             | 26    | 1      | 2            | 0            | 28    | 1      |
| Bytovia Bytów        | Ogólnie            | Ogólnie            | 47    | 1      | 6            | 0            | 53    | 1      |
| Warta Poznań         | 2019/20            | I liga             | 11    | 0      | 0            | 0            | 11    | 0      |
| Warta Poznań         | 2020/21            | Ekstraklasa        | 23    | 1      | 1            | 0            | 24    | 1      |
| Warta Poznań         | Ogólnie            | Ogólnie            | 34    | 1      | 1            | 0            | 35    | 1      |
| Wolos NPS            | 2021/22            | Superleague        | 0     | 0      | 0            | 0            | 0     | 0      |
| Wolos NPS            | Ogólnie            | Ogólnie            | 0     | 0      | 0            | 0            | 0     | 0      |
| Ogólnie w karierze   | Ogólnie w karierze | Ogólnie w karierze | 171   | 2      | 8            | 0            | 179   | 2      |

### Reprezentacyjne
| Reprezentacja | Rok     | Mecze | Bramki |
| ------------- | ------- | ----- | ------ |
| Polska U-18   |         |       |        |
| 2015          | 3       | 0     |        |
| Ogólnie       | Ogólnie | 3     | 0      |
| Polska U-19   |         |       |        |
| 2015          | 5       | 0     |        |
| 2016          | 2       | 1     |        |
| Ogólnie       | Ogólnie | 7     | 1      |

| Mecze i gole w reprezentacji | Mecze i gole w reprezentacji | Mecze i gole w reprezentacji | Mecze i gole w reprezentacji | Mecze i gole w reprezentacji | Mecze i gole w reprezentacji | Mecze i gole w reprezentacji | Mecze i gole w reprezentacji |
| Polska U-18                  | Polska U-18                  | Polska U-18                  | Polska U-18                  | Polska U-18                  | Polska U-18                  | Polska U-18                  | Polska U-18                  |
| Lp.                          | Data                         | Miejsce                      | Gospodarz                    | Gość                         | Wynik                        | Gol                          | Rozgrywki                    |
| ---------------------------- | ---------------------------- | ---------------------------- | ---------------------------- | ---------------------------- | ---------------------------- | ---------------------------- | ---------------------------- |
| 1.                           | 20.04.2015                   | Trnawa                       | Chiny U-18                   | Polska U-18                  | 1:1                          |                              | Mecz towarzyski              |
| 2.                           | 21.04.2015                   | Trnawa                       | Słowacja U-18                | Polska U-18                  | 1:1                          |                              | Mecz towarzyski              |
| 3.                           | 23.04.2015                   | Trnawa                       | Polska U-18                  | Kanada U-18                  | 1:1                          |                              | Mecz towarzyski              |
| Polska U-19                  |                              |                              |                              |                              |                              |                              |                              |
| Lp.                          | Data                         | Miejsce                      | Gospodarz                    | Gość                         | Wynik                        | Gol                          | Rozgrywki                    |
| 1.                           | 16.05.2015                   | Mostar                       | Polska U-19                  | Ukraina U-19                 | 2:4                          |                              | el. ME U-19 2015             |
| 2.                           | 19.05.2015                   | Mostar                       | Bośnia i Hercegowina U-19    | Polska U-19                  | 2:0                          |                              | el. ME U-19 2015             |
| 3.                           | 11.11.2015                   | Pafos                        | Bułgaria U-19                | Polska U-19                  | 0:1                          |                              | el. ME U-19 2016             |
| 4.                           | 13.11.2015                   | Pafos                        | Polska U-19                  | Cypr U-19                    | 3:0                          |                              | el. ME U-19 2016             |
| 5.                           | 16.11.2015                   | Pafos                        | Luksemburg U-19              | Polska U-19                  | 2:2                          |                              | el. ME U-19 2016             |
| 6.                           | 11.02.2016                   | La Manga                     | Polska U-19                  | Portugalia U-19              | 2:2                          | Gol                          | Mecz towarzyski              |
| 7.                           | 15.02.2016                   | La Manga                     | Polska U-19                  | Słowacja U-19                | 0:1                          |                              | Mecz towarzyski              |

## Sukcesy

### Piast Gliwice
- Wicemistrzostwo Polski (1×): 2015/2016